# دايسوكي إيشيهارا
دايسوكي إيشيهارا (باليابانية: 石原 大助) (مواليد 9 ديسمبر 1971)، هو لاعب كرة قدم ياباني سابق كان يلعب كمدافع.

## وصلات خارجية
- دايسوكي إيشيهارا على موقع رابطة كرة القدم اليابانية للمحترفين (اليابانية)